# Amiral Bourgois (Q82)
Amiral Bourgois (Q82) byla experimentální ponorka francouzského námořnictva. Sloužil k testování lodního pohonu. Do služby vstoupila v roce 1914, ale za války kvůli problémům s pohonem neabsolvovala bojovou plavbu. Vyřazena byla roku 1919.

## Stavba
Ponorka Amiral Bourgois patřila mezi čtyři francouzské experimentální ponorky objednané v programu pro rok 1906. Ponorku navrhl M. Bourdelle. Testovány na ní byly vznětové motory se smíšeným cyklem dle Sabata. Postavila ji loděnice Arsenal de Rochefort. Stavba byla zahájena roku 1908 a na vodu byla spuštěna 25. listopadu 1912. Do služby vstoupila v srpnu 1914.

## Konstrukce
Ponorka měla dvouplášťovou koncepci. Nesla čtyři 450mm torpédomety. Pohonný systém tvořily dva diesely Schneider o výkonu 1400 hp a dva elektromotory o výkonu 1000 hp. Lodní šrouby byly dva. Nejvyšší rychlost dosahovala 13,9 uzlu na hladině a 8,7 uzlu pod hladinou. Dosah byl 2500 námořních mil při 10 uzlech na hladině a sto námořních mil při pěti uzlech pod hladinou.